# Pogonatum petelotii
Pogonatum petelotii là một loài Rêu trong họ Polytrichaceae. Loài này được (Thér. & R. Henry) Touw miêu tả khoa học đầu tiên năm 1986.